# U-576 (tàu ngầm Đức)
U-576 là một tàu ngầm tấn công  Lớp Type VII thuộc phân lớp Type VIIC được Hải quân Đức Quốc Xã chế tạo trong Chiến tranh Thế giới thứ hai. Nhập biên chế năm 1941, nó đã thực hiện được năm chuyến tuần tra, đánh chìm được bốn tàu buôn với tổng tải trọng 15.450 GRT, đồng thời gây hư hại cho hai tàu buôn với tổng tải trọng 19.457 GRT. Trongchuyến tuần tra cuối cùng, U-576 bị hỏa lực pháo từ chiếc tàu buôn Hoa Kỳ Unicoi phối hợp với mìn sâu thả từ hai thủy phi cơ Vought OS2U Kingfisher của Hải quân Hoa Kỳ đánh chìm ngoài khơi bờ Đông Hoa Kỳ vào ngày 15 tháng 7, 1942. Xác tàu đắm được khám phá vào tháng 8, 2014.

## Thiết kế và chế tạo

### Thiết kế

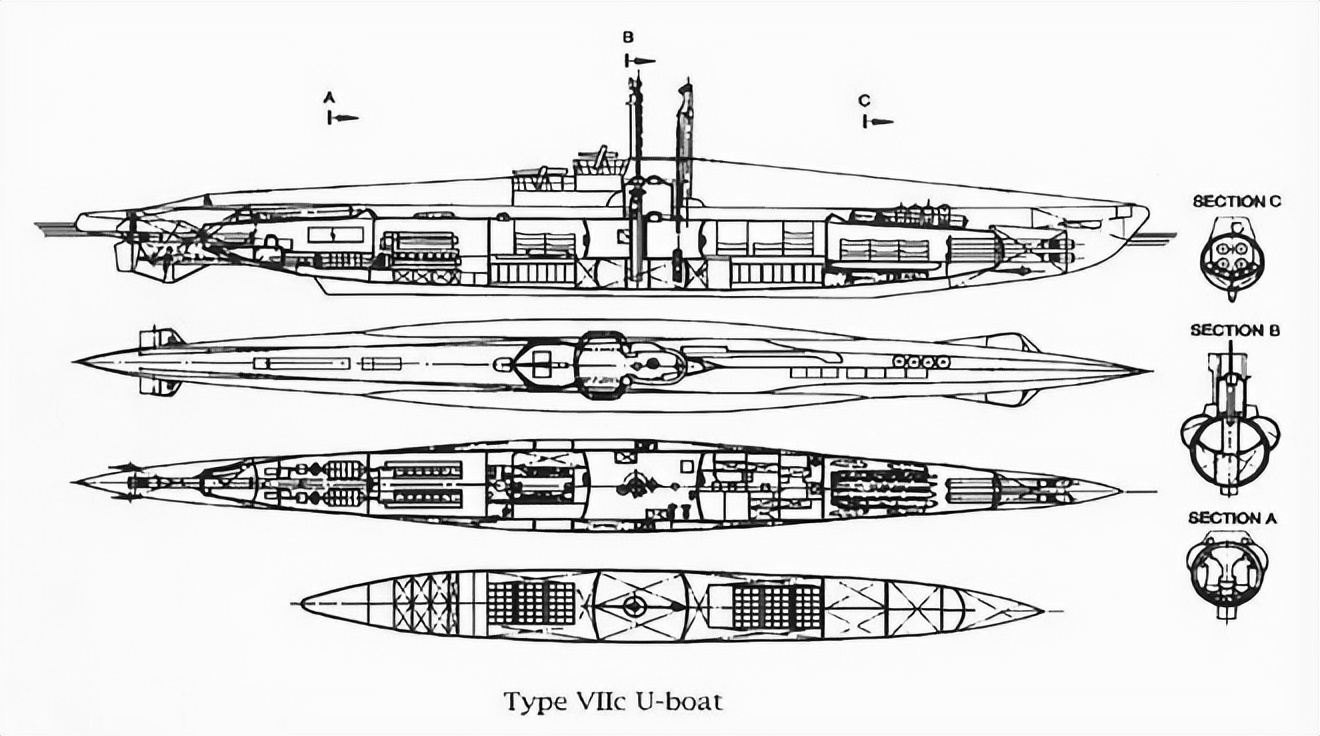
Sơ đồ các mặt cắt một tàu ngầm Type VIIC

Phân lớp VIIC của Tàu ngầm Type VII là một phiên bản VIIB được kéo dài thêm. Chúng có trọng lượng choán nước 769 t (757 tấn Anh) khi nổi và 871 t (857 tấn Anh) khi lặn). Con tàu có chiều dài chung 67,10 m (220 ft 2 in), lớp vỏ trong chịu áp lực dài 50,50 m (165 ft 8 in), mạn tàu rộng 6,20 m (20 ft 4 in), chiều cao 9,60 m (31 ft 6 in) và mớn nước 4,74 m (15 ft 7 in).
Chúng trang bị hai động cơ diesel Germaniawerft F46 siêu tăng áp 6-xy lanh 4 thì, tổng công suất 2.800–3.200 PS (2.100–2.400 kW; 2.800–3.200 bhp), dẫn động hai trục chân vịt đường kính 1,23 m (4,0 ft), cho phép đạt tốc độ tối đa 17,7 kn (32,8 km/h), và tầm hoạt động tối đa 8.500 nmi (15.700 km) khi đi tốc độ đường trường 10 kn (19 km/h). Khi đi ngầm dưới nước, chúng sử dụng hai động cơ/máy phát điện Garbe, Lahmeyer & Co. RP 137/c  tổng công suất 750 PS (550 kW; 740 shp). Tốc độ tối đa khi lặn là 7,6 kn (14,1 km/h), và tầm hoạt động 80 nmi (150 km) ở tốc độ 4 kn (7,4 km/h). Con tàu có khả năng lặn sâu đến 230 m (750 ft).
Vũ khí trang bị có năm ống phóng ngư lôi 53,3 cm (21 in), bao gồm bốn ống trước mũi và một ống phía đuôi, và mang theo tổng cộng 14 quả ngư lôi, hoặc tối đa 22 quả thủy lôi TMA, hoặc 33 quả TMB. Tàu ngầm Type VIIC bố trí một hải pháo 8,8 cm SK C/35 cùng một pháo phòng không 2 cm (0,79 in) trên boong tàu. Thủy thủ đoàn bao gồm 4 sĩ quan và 40-56 thủy thủ.

### Chế tạo
U-576 được đặt hàng vào ngày 8 tháng 1, 1940, và được đặt lườn tại xưởng tàu của hãng Blohm & Voss ở Hamburg vào ngày 1 tháng 8, 1940. Nó được hạ thủy vào ngày 30 tháng 4, 1941, và nhập biên chế cùng Hải quân Đức Quốc Xã vào ngày 26 tháng 6, 1941 dưới quyền chỉ huy của Hạm trưởng, Đại úy Hải quân Hans-Dieter Heinicke.

## Lịch sử hoạt động

### 1941
Sau khi hoàn tất việc huấn luyện trong thành phần Chi hạm đội U-boat 7, U-576 tiếp tục phục vụ cùng đơn vị này để hoạt động trên tuyến đầu cho đến khi bị mất.

#### Chuyến tuần tra thứ nhất
Sau khi di chuyển từ cảng Kiel, Đức đến cảng Bergen, Na Uy, và sau đó đến cảng Kirkenes ở phía cực Bắc Na Uy vào cuối tháng 9, 1941, U-576 xuất phát từ đây vào ngày 6 tháng 10 cho chuyến tuần tra đầu tiên trong chiến tranh. Nó đã hoạt động trong biển Barents ngoài khơi bán đảo Kola, nhưng không đánh chìm được mục tiêu nào, và kết thúc chuyến tuần tra tại căn cứ Kirkenes vào ngày 5 tháng 11. Sau đó chiếc U-boat quay trở lại cảng Bergen vào giữa tháng 11.

#### Chuyến tuần tra thứ hai
U-576 khởi hành từ cảng Bergen vào ngày 11 tháng 12 cho chuyến tuần tra thứ hai. Nó đã băng qua khe GI-UK giữa các quần đảo Shetland và Faroe để vòng qua quần đảo Anh và hoạt động tại vùng biển Bắc Đại Tây Dương về phía Tây Ireland (Khu vực Tiếp cận phía Tây). Con tàu đi đến cảng St. Nazaire bên bờ Đại Tây Dương của Pháp đã bị Đức chiếm đóng, đến nơi vào ngày 23 tháng 12.

### 1942

#### Chuyến tuần tra thứ ba
Xuất phát từ cảng St. Nazaire vào ngày 20 tháng 1, 1942 cho chuyến tuần tra tiếp theo, U-576 đã băng qua suốt Đại Tây Dương để hoạt động dọc theo bờ biển Canada và Hoa Kỳ trong khuôn khổ Chiến dịch Paukenschlag (tiếng Anh: Chiến dịch Drumbeat). Vào ngày 14 tháng 2, nó phóng  ngư lôi tấn công và đánh chìm chiếc Empire Spring 6.946 GRT, một tàu CAM bị tách rời khỏi Đoàn tàu ON-63, ở vị trí khoảng 50 nmi (93 km) về phía Đông Nam đảo Sable, Nova Scotia, khiến toàn bộ 55 thành viên thủy thủ đoàn đều thiệt mạng. Chiếc U-boat quay trở về căn cứ St. Nazaire vào ngày 28 tháng 2.

#### Chuyến tuần tra thứ tư
Trong chuyến tuần tra thứ tư, cùng xuất phát và kết thúc tại St. Nazaire và kéo dài từ ngày 29 tháng 3 đến ngày 16 tháng 5, U-576 lại băng qua suốt Đại Tây Dương để tiếp tục Chiến dịch Paukenschlag tại vùng bờ Đông Hoa Kỳ. Vào ngày 21 tháng 4,  U-576 đánh chìm chiếc tàu buôn Hoa Kỳ Pipestone County 5.102 GRT ở vị trí khoảng 475 nmi (880 km) về phía Đông mũi Henry, Virginia. Đến ngày 30 tháng 4,  U-576 đánh chìm chiếc tàu buôn Na Uy Taborfjell 1.339 GRT ở vị trí khoảng 95 nmi (176 km) về phía Đông Cape Cod, Massachusetts.

#### Chuyến tuần tra thứ năm – Bị mất
U-576 khởi hành từ cảng St. Nazaire vào ngày 16 tháng 6 cho chuyến tuần tra thứ năm, cũng là chuyến cuối cùng, để tiếp tục tham gia Chiến dịch Paukenschlag ngoài khơi bờ biển Đông Nam Hoa Kỳ. Vào đầu tháng 7, nó phát hiện một đoàn tàu vận tải Đồng Minh, nhưng không thể tấn công. Chiếc tàu ngầm thường xuyên gặp trục trặc động cơ, và trong các ngày 13 và 14 tháng 7 đã chịu đựng một đợt không kích làm hư hại một trong các thùng dằn, ảnh hưởng đến khả năng lặn. Đại úy Heinicke báo cáo về căn cứ lần sau cùng về những hư hại không thể sửa chữa trên biển, nên bắt đầu di chuyển về hướng Đông, đi được 16 hải lý mỗi ngày.
Ngoài khơi bờ biển Bắc Carolina vào ngày 15 tháng 7, U-576 bắt gặp Đoàn tàu KS-520, bao gồm 19 tàu buôn và năm tàu hộ tống, đang di chuyển từ Hampton Roads, Virginia đến Key West, Florida. Nó phóng bốn quả ngư lôi tấn công, lần lượt đánh chìm tàu chở hàng Nicaragua Bluefields 2.063 GRT, đồng thời gây hư hại cho các tàu buôn Hoa Kỳ Chilore 8.310 GRT và tàu chở dầu Panama J. A. Mowinckel 11.147 GRT. Cả hai sau đó lại lọt vào một bãi mìn của Hoa Kỳ ngoài khơi mũi Henry, Virginia, khiến Chilore bị đắm còn J. A. Mowinckel sống sót và được sửa chữa.
Sau khi phóng ngư lôi, U-576 vô tình trồi lên mặt nước ngay giữa đoàn tàu vận tải, và lập tức bị tàu buôn Unicoi tấn công bằng hải pháo. Ngay sau đó, hai thủy phi cơ Vought OS2U Kingfisher thuộc Liên đội VS-9 Hải quân Hoa Kỳ tiếp tục tấn công bằng mìn sâu, một quả đã rơi trúng sàn tàu rồi lăn qua mạn trước khi kích nổ. U-576 đắm ngoài khơi mũi Hatteras, Bắc Carolina, tại tọa độ 34°51′B 75°22′T / 34,85°B 75,367°T, để lại một vệt dầu loang lớn trên mặt nước. Toàn bộ 45 thành viên thủy thủ đoàn của U-576 đều đã tử trận.

### Tóm tắt chiến công
U-576 đã đánh chìm được tám tàu buôn tổng tải trọng 43.945 GRT và hai tàu chiến tổng tải trọng 22.947 tấn, đồng thời gây hư hại cho ba tàu buôn khác:
| Ngày             | Tên tàu          | Quốc tịch      | Tải trọng | Số phận      |
| ---------------- | ---------------- | -------------- | --------- | ------------ |
| 14 tháng 2, 1942 | Empire Spring    | United Kingdom | 6.946     | Bị đánh chìm |
| 21 tháng 4, 1942 | Pipestone County | United States  | 5.102     | Bị đánh chìm |
| 30 tháng 4, 1942 | Taborfjell       | Norway         | 1.339     | Bị đánh chìm |
| 15 tháng 7, 1942 | Bluefields       | Nicaragua      | 2.063     | Bị đánh chìm |
| 15 tháng 7, 1942 | Chilore          | United States  | 8.310     | Bị hư hại    |
| 15 tháng 7, 1942 | J.A. Mowinckel   | Panama         | 11.147    | Bị hư hại    |